# Liane Dirks
Liane Dirks (* 15. November 1955 in Hamburg) ist eine deutsche Schriftstellerin, die auch als Moderatorin und Journalistin arbeitet.

## Leben
Liane Dirks wuchs in Hamburg, in der Karibik, in Bayern und in Hessen auf. Nach dem Abitur studierte sie von 1975 bis 1978 an der Verwaltungshochschule der Bundesanstalt für Arbeit in Mannheim und arbeitete danach als Berufsberaterin. Sie wechselte in andere Berufe und arbeitete als Telefonistin und Lektorin der Zeitschrift Steel research. Dirks verbrachte 1980 ein halbes Jahr in Paris, zwei Jahre später ebenfalls ein halbes Jahr in Mexiko. Seit 1986 ist sie freie Schriftstellerin. In Deutschland studierte sie an der Universität zu Köln ohne Abschluss Theaterwissenschaft und Germanistik. Von 1994 bis 1998 leitete sie die Köln-Düsseldorfer Poetikvorlesungen. Sie war von 1997 bis 2003 freie Mitarbeiterin in der Literaturredaktion des Deutschlandfunks.
Sie lebt heute in Köln.

## Wirken
Mit ihrem Debütroman Die liebe Angst bearbeitete sie als eine der ersten in Deutschland in literarischer Form das Thema des sexuellen Kindesmissbrauchs. Das auch von der Literaturkritik sehr positiv aufgenommene Buch löste eine Debatte und zahlreiche Aktivitäten aus, es gilt heute als eine Art Standardwerk zu diesem Thema und wird in zahlreichen wissenschaftlichen Abhandlungen zitiert. 1990 beteiligte sich Dirks an der von der damaligen Familienministerin Ursula Lehr angeführten Aktion „Keine Gewalt gegen Kinder“ mit zahlreichen Lesungen und Podiumsdiskussionen. Das Thema des Kindesmissbrauchs nahm Dirks erneut auf in dem Roman Vier Arten meinen Vater zu beerdigen (2002), der die Täterperspektive ausleuchtete. Für diesen Roman wurde die Autorin mit dem Preis der LiteraTour Nord ausgezeichnet.
In ihrem Roman Krystyna. Und die Liebe? frag ich sie befasste sich Dirks mit dem Leben der Auschwitzüberlebenden Krystyna Żywulska und ihrer bizarren Liebesbeziehung mit dem über 20 Jahre jüngeren Thomas Harlan. Das Buch stand monatelang auf der SWF-Bestenliste.
Dirks ist Mitglied des PEN-Zentrums Deutschland und hatte Lehraufträge an Universitäten in den USA und in Deutschland. Gemeinsam mit Ekkehard Skoruppa leitet sie das Literatur-Atelier Köln. Dirks veröffentlichte bisher sechs Romane und gab 21 Bücher heraus.

## Auszeichnungen
- 1984: 1. Preis beim Nordrhein-Westfälischen Autorentreffen
- 1984: Arbeitsstipendium des Landes NRW
- 1985: Förderpreis für Literatur der Landeshauptstadt Düsseldorf[3]
- 1987: Förderpreis des Landes Nordrhein-Westfalen
- 1989: Rolf-Dieter-Brinkmann-Stipendium der Stadt Köln
- 1993: Drehbuchförderung des Filmbüros Hamburg
- 1993: Drehbuchstipendium der Stadt Zürich und des Kantons Luzern
- 1996: Stipendium Künstlerdorf Schöppingen
- 1996: Arbeitsstipendium des Landes NRW
- 1997: Stipendium der Stiftung Kunst und Kultur NRW
- 1998: Märkischer Literaturpreis
- 1999: Märkisches Stipendium für Literatur
- 2001: Stipendium Kulturstiftung Rheinland-Pfalz, Künstlerhaus Edenkoben
- 2003: Preis der LiteraTour Nord
- 2005: Gastprofessur für Creative Writing, Allegheny College, USA
- 2006–2009: Gastprofessur am Middlebury College, USA
- 2011: Stipendium der Stiftung Kunst und Kultur NRW
- 2012: Lehrauftrag Universität Hildesheim, Studiengang Literarisches Schreiben
- 2012/2013: Lehrauftrag Heinrich-Heine-Universität, Düsseldorf

## Werke

### Romane
- Die liebe Angst, Hamburg 1986
- Und die Liebe? frag ich sie. Amman Verlag, Zürich 1998, ISBN 3-250-10338-1.
- Vier Arten meinen Vater zu beerdigen, Kiepenheuer & Witsch, Köln 2002
- Narren des Glücks, Köln 2004, ISBN 3-462-03403-0
- Falsche Himmel, Köln 2006, ISBN 978-3-462-03713-5
- Der Koch der Königin, Arche Verlag, Zürich 2009, ISBN 978-3-7160-2608-3

### Hörbücher
- Vier Arten meinen Vater zu beerdigen. Random House Audio, 2002. ISBN 9783898304825
- Narren des Glücks. Random House Audio 2004. ISBN 3898308111
- Falsche Himmel. Gelesen von Liane Dirks. Regie: Sabine Buss. Random House Audio, 2006. ISBN 9783866043640

### Sachbuch
- mit Susanna Filbinger-Riggert: Kein weißes Blatt: eine Vater-Tochter-Biografie. Campus, Frankfurt am Main 2013, ISBN 978-3-593-39803-7.
- Sich ins Leben schreiben. Der Weg zur Selbstentfaltung. Kösel (Random Hause), München 2015. ISBN 978-3-466-34615-8

### Herausgeberschaft
- ... daß einfach sich diktierte Zeilen legen ..., Dülmen 1995
- Monatsbücher, 12 Bände, Sanssouci, München 2007
- Das Buch vom blühenden Frühling, Herder, Freiburg 2011
- Das Buch vom leuchtenden Sommer, Herder, Freiburg 2011
- Das Buch vom goldenen Herbst, Herder, Freiburg 2011
- Das Buch vom sternklaren Winter, Herder, Freiburg 2011
- Wohin das Herz dich trägt ... GLÜCK, Herder, Freiburg im Breisgau 2012
- Wohin das Herz dich trägt ... LIEBE, Herder, Freiburg 2012
- Wohin das Herz dich trägt ... FREUNDSCHAFT, Herder, Freiburg 2012
- Wohin das Herz dich trägt ... MEER, Herder, Freiburg 2012